# Westermoor
Westermoor ist eine Gemeinde im Kreis Steinburg in Schleswig-Holstein.

## Geografie

### Geografische Lage
Das Gemeindegebiet von Westermoor erstreckt sich im Naturraum Holsteinische Vorgeest (deutsche Haupteinheit Nr. 698) östlich von Itzehoe. Das Gemeindegebiet reicht im Norden bis ans Flussbett der Stör heran. Daneben fließt von orographisch links die Schmiedeau durch das Gemeindegebiet zur Stör hin. Im Norden liegt die Gemeindegrenze in der Flussmitte der Stör. Die Stör und ein schmaler Uferstreifen im Gemeindegebiet sind Teil des europäischen NATURA 2000-Schutzgebietes FFH-Gebiet Schleswig-Holsteinisches Elbästuar und angrenzende Flächen.

### Gemeindegliederung
Die Gemeinde Westermoor besteht aus mehreren Wohnplätzen. Neben dem Dorf gleichen Namens liegen auch die Streusiedlung Moordorf und die Hofsiedlungen Meierhaus und Hübek im Gemeindegebiet.

### Nachbargemeinden
Unmittelbar an Westermoor angrenzende Gemeindegebiete sind:
| Kollmoor  | Winseldorf                                  | Breitenberg |
| Kronsmoor | Kompassrose, die auf Nachbargemeinden zeigt | Moordiek    |
|           | Breitenburg (Exklave), Westerhorn           |             |

## Geschichte
Zum 1. März 2008 wurde die vormalige Nachbargemeinde Moordorf eingemeindet.

## Politik

### Gemeindevertretung
Bei der Kommunalwahl am 14. Mai 2023 wurden insgesamt neun Sitze vergeben. Von diesen erhielten die Kommunale Wählervereinigung Westermoor und die Kommunale Wählergemeinschaft Westermoor je vier Sitze und ein Einzelbewerber erhielt einen Sitz.

### Wappen
Blasonierung: „Unter blau-silbernem Wellenhaupt und über goldenem Bogenschildfuß in Grün zwei gekreuzte silberne Spaten, rechts und links begleitet von je einem auswärts gewendeten goldenen Birkenzweig mit drei Blättern.“

## Wirtschaft
Das Gemeindegebiet ist durch Landwirtschaft und Wohngebiete geprägt. Außerdem gibt es einige Handwerks- und Dienstleistungsbetriebe.

## Söhne und Töchter der Gemeinde
- Emil Maurice (1897–1972), Chauffeur und Duzfreund Adolf Hitlers.